# Rudolf Konečný
Rudolf Konečný (24. srpna 1856, Prostějov – 22. června 1928, Prostějov) byl český stavební inženýr a stavební podnikatel německé národnosti, spolumajitel firmy Konečný a Nedělník (společně s Josefem Nedělníkem).

## Vlastní projekty (společně s Josefem Nedělníkem)
- Grandhotel, Prostějov (1912)[3]
- Vila Marty Toulové, Prostějov (1932–1933)[4]
- Vila Miroslava Grunty, Lutín (1932–1933)[5]

## Realizace (společně s Josefem Nedělníkem)
- Vila Františka Kováříka, Prostějov (1910–1911, architekt Emil Králík)
- Vila Josefa Kováříka, Prostějov (1910–1911, architekt Emil Králík)
- Nová radnice, Prostějov (1911–1914, architekt K. H. Kepka)
- Městská spořitelna, Prostějov (1926, architekt Jindřich Kumpošt)[6]